# C18H10O4
化学式C18H10O4（摩尔质量：290.27 g/mol）可能指：
- 二(4-羧基苯基)丁二炔，CAS号：116075-75-3
- 6,11-二羟基-5,12-并四苯二醌，CAS号：1785-52-0
- 芘二甲酸，混合物CAS号：68600-18-0 
  - 1,2-芘二甲酸，CAS号：50472-52-1 
  - 1,6-芘二甲酸，CAS号：110299-23-5 
  - 1,8-芘二甲酸，CAS号：838836-76-3 
  - 2,7-芘二甲酸，CAS号：214622-81-8 
  - 4,9-芘二甲酸，CAS号：858267-62-6
- 荧蒽二甲酸
  - 3,8-荧蒽二甲酸，CAS号：14727-10-7